# Jasbeschermer

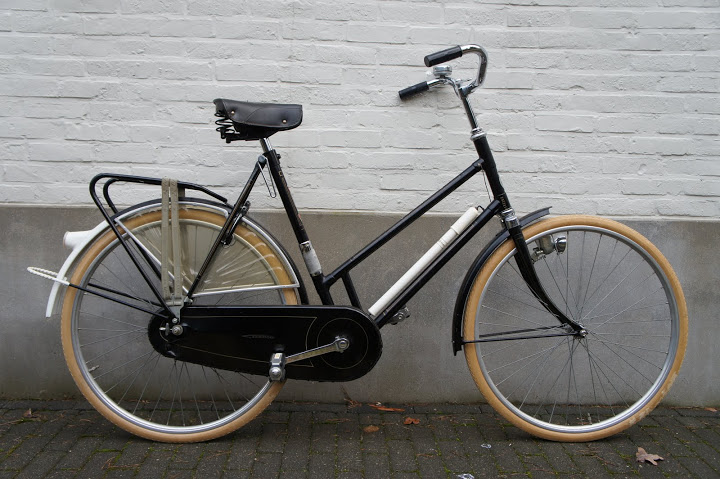
Fiets met doorzichtige jasbeschermers

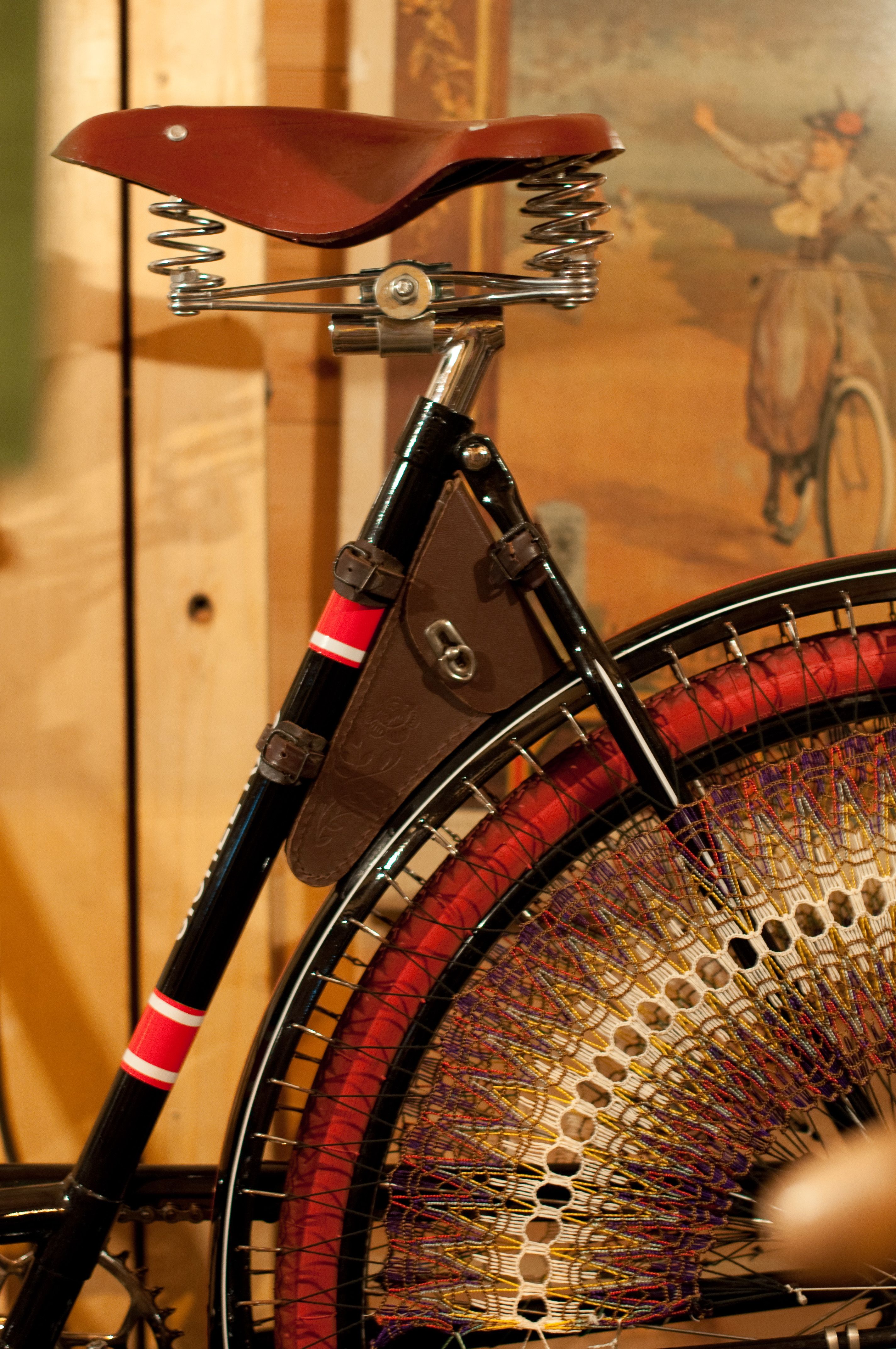
Gehaakte jasbeschermers

Een jasbeschermer is een accessoire dat een wiel gedeeltelijk afschermt. Ze worden vooral aan weerszijden van het achterwiel van een tweewieler toegepast om te verhinderen dat onder meer kleding in het wiel terecht kan komen.
Op de fiets zitten de jasbeschermers normaal gesproken bevestigd aan het achterspatbord en de staande achtervork door middel van al dan niet losse klemmetjes. Vaak is een uitsparing aanwezig in de jasbeschermer voor een ringslot. Een jasbeschermer kan van diverse materialen zijn gemaakt. In het verleden waren ze veelal gemaakt van een metalen rand die bespannen was met celluloid. Lakdoek, haakwerk en moderne kunststoffen werden en worden ook in meer of mindere mate gebruikt bij jasbeschermers. 